# Antimilitärischer Apparat
Der Antimilitärische Apparat, auch Militärischer Apparat (M-Apparat), Abteilung Militärpolitik (AM-Apparat), Militärpolitischer Apparat oder Der Apparat, war der von 1920 bis 1937 bestehende Nachrichtendienst der Kommunistischen Partei Deutschlands (KPD).
Der Nachrichtendienst wurde anfangs von der Kommunistischen Internationale (Komintern) und später vom Politbüro der Kommunistischen Partei der Sowjetunion (KPdSU) kontrolliert und finanziert.
Der Antimilitärische Apparat sollte in den frühen 1920er Jahren einen kommunistischen Umsturz in Deutschland vorbereiten. Ab 1925 wandelte er sich in ein geheimes Netzwerk, das die Funktionäre und Mitglieder der KPD überwachte.
Nach der Machtübergabe an die Nationalsozialisten 1933 wurde der Apparat unter sowjetischem Einfluss zu einer Spionageorganisation, die direkt an die KPdSU und die Rote Armee der Sowjetunion berichtete und unabhängig von der Führung der KPD agierte. Es gelang dem Nachrichtendienst nicht, in Deutschland einen effektiven Widerstand gegen die Nationalsozialisten aufzubauen.
1937 wurde der Apparat durch massiven Fahndungsdruck der nationalsozialistischen Behörden und durch heftige Kritik der Exilführung der KPD um Walter Ulbricht zerschlagen und seine leitenden Mitglieder im sowjetischen Exil angeklagt und vielfach ermordet. Während der Zeit der stalinistischen Säuberungen im Großen Terror wurden Erkenntnisse des Nachrichtendienstes häufig zu Belastungsmaterial gegen Funktionäre und Mitglieder der KPD im Exil.
Nach dem Zweiten Weltkrieg wurden viele ehemalige Aktive des Apparats zu Gründern und Mitarbeitern der Nachrichtendienste der frühen Deutschen Demokratischen Republik (DDR).

## Entstehung 1920

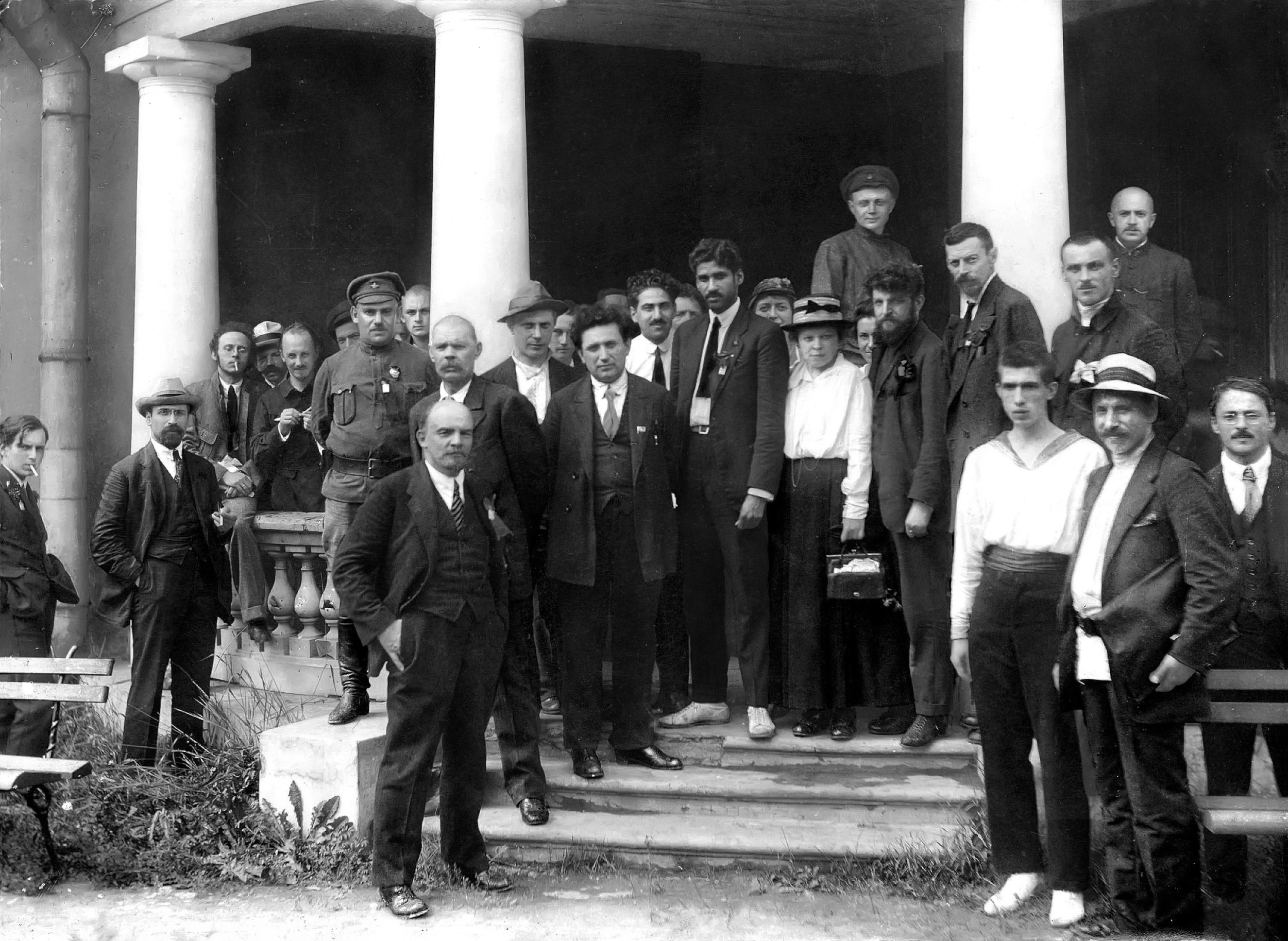
Lenin (vorne links) und andere Delegierte des II. Weltkongresses der Komintern am 19. Juli 1920, auf dem von allen kommunistischen Parteien der Aufbau geheimer Untergrundorganisationen gefordert wurde.

Der Apparat der KPD entstand nach den Beschlüssen des II. Weltkongresses der III. (Kommunistischen) Internationale (Komintern) 1920, in denen die Kommunistischen Parteien angehalten wurden, neben den öffentlichen und legalen Massenorganisationen auch illegale Apparate für den Schutz der Strukturen und explizit „zur Vorbereitung bewaffneter Aufstände“ zu bilden. Alle Sektionen wurden verpflichtet, „einen parallelen Organisationsapparat zu schaffen, der im entscheidenden Moment der Partei behilflich sein wird, ihre Pflicht gegenüber der Revolution zu erfüllen“. Faktisch war dies die Forderung nach dem Aufbau einer Untergrundorganisation.
Erster Leiter des von der Komintern kontrollierten und finanzierten Apparates der KPD war Hugo Eberlein, Gründungsmitglied der Komintern.
Der Apparat umfasste verschiedene Abteilungen für Militär, Nachrichten und Aufklärung sowie Zersetzung. Die Abteilungen trugen die Bezeichnungen M-, N- und Z-Apparat. Der Militärapparat wurde aus Tarnungsgründen auch Antimilitärischer Apparat genannt. Erster Leiter der Militärabteilung wurde Hans Kippenberger.
Neben seiner Hauptaufgabe, der Nachrichtenbeschaffung, wurde ab Mitte der 1920er Jahre sein Betätigungsfeld auf die Überwachung von missliebigen Parteimitgliedern und die geheime Informationsbeschaffung für die Sowjetunion ausgeweitet. Der deutsche Apparat war direkt an die Weisungen des sowjetischen Geheimdienstes GPU und des sowjetischen Militärgeheimdienstes GRU gebunden.
In den späten 1920er Jahren betrug die Anzahl der aktiven Mitglieder des KPD-Apparates etwa 4300 Personen. Die KPD hatte gleichzeitig etwa 130.000 Mitglieder. Daneben bestanden weitere Organisationen wie der Kampfbund gegen den Faschismus, der Parteiselbstschutz und die Abteilung Waffen- und Munitionsbestände.
Von 1923 bis Herbst 1924 bestand unter dem Leiter Woldemar Rose, Tarnname Petr Alexandrowitsch Skoblewski, der Terror-Apparat oder T-Apparat, der von Gegnern auch Deutsche Tscheka genannt wurde. In den Tscheka-Prozessen 1924/25, die internationale Beachtung fanden, distanzierte sich die KPD-Führung von den terroristischen Aktionen der Gruppe.

## Deutscher Oktober
Im Jahr 1923 verfolgte das Exekutivkomitees der Kommunistischen Internationale (EKKI) die Strategie, die Staatskrise der Weimarer Republik für einen bewaffneten Umsturz in Deutschland auszunutzen. Nach dem Vorbild der russischen Oktoberrevolution von 1917 wollten die Kommunisten die Macht ergreifen, damit das Signal zu weiteren Revolutionen in Mitteleuropa geben und letztlich die kommunistische Weltrevolution erreichen. Die unter dem Schlagwort Deutscher Oktober in die Geschichte eingegangenen Aufstände fanden vorwiegend in Norddeutschland statt. Größere Unruhen gab es in Hamburg. 
Führende Mitglieder des KPD-Apparats waren an der Planung des Hamburger Aufstands im Oktober 1923 beteiligt, darunter der Leiter des Apparats, Kippenberger. Die Haltung zu einem bewaffneten Aufstandsversuch in Deutschland war innerhalb der kommunistischen Bewegung umstritten. Während einflussreiche Mitglieder der Komintern ihn befürworteten und planten, war die KPD-Führung gegen einen Aufstand. Die genauen Beweggründe der kleinen Hamburger Gruppe sind bis heute nicht vollkommen geklärt.
Der ehemalige KPD-Funktionär und Mitarbeiter des Apparates Erich Wollenberg schrieb rückblickend, dass der Hamburger Aufstand als Testballon für eine gesamtdeutsche Revolution geplant und von der Komintern angeordnet worden war. Die KPD-Leitung sei nicht eingeweiht worden. Ein lokaler Aufstand sollte „mit dem Degen vorfühlen“, ob eine revolutionäre Situation in Deutschland bestünde. Sollte es durch den Aufstand zu einer Massenerhebung kommen, würde die KPD das Zeichen zum bewaffneten Aufstand geben. Sollte die Erhebung ausbleiben, würde die KPD ohne größere Schäden aus der Situation hervorgehen. Der Aufstand schlug fehl und brach nach nur einem Tag zusammen. Jedoch begünstigten die Ereignisse den Aufstieg eines der Anführer der Aufständischen, des späteren KPD-Vorsitzenden Ernst Thälmann.

## Widerstand gegen den Nationalsozialismus

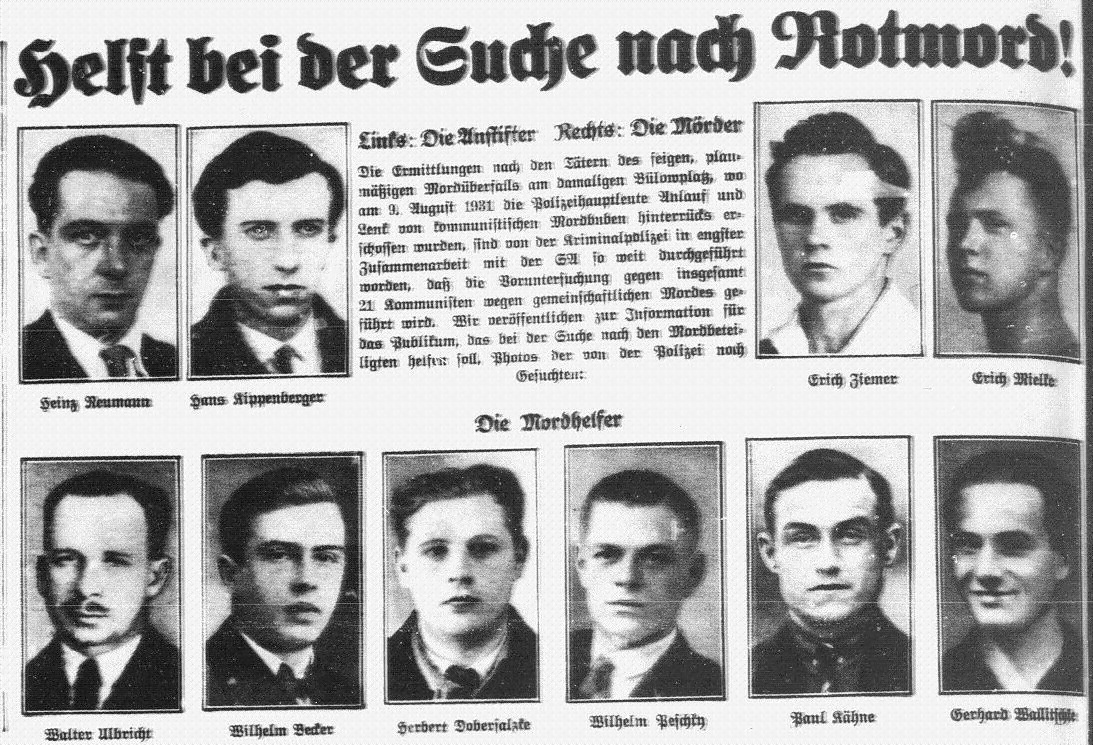
Fahndungsplakat der Berliner Polizei vom September 1933. Der Leiter des Apparats Hans Kippenberger (oben, zweiter von links), bis März 1933 Abgeordneter des Reichstags, floh 1935 in die Sowjetunion.

Ab 1927 reorganisierte Kippenberger den Apparat und wurde 1928 während des Reichstagswahlkampfes verhaftet. Er musste aber nach seiner Wahl auf Grund seiner Immunität als Abgeordneter wieder auf freien Fuß gesetzt werden. Er gehörte dem Reichstag bis 1933 an und war weiterhin Leiter des Apparates sowie ab 1929 Kandidat des Zentralkomitees der KPD. Zusätzlich baute Kippenberger ab 1932 ein vom Apparat unabhängiges, etwa 300 Angehörige zählendes Netz zur Betriebsberichterstattung, das sogenannte „BB-Ressort“, auf, das Wirtschaftsspionage für die Sowjetunion betrieb und über rüstungstechnisch relevante Entwicklungen im Deutschen Reich Bericht erstattete. Dieses Netz bezeichneten Nationalsozialisten als den „gefährlichste[n] Apparat der KPD“. Bis Ende 1935 gelang es der nationalsozialistischen Geheimen Staatspolizei (Gestapo) das BB-Ressort zu zerschlagen.
Im August 1931 war Kippenberger neben Heinz Neumann maßgeblicher Auftraggeber der Polizistenmorde auf dem Berliner Bülowplatz. Ab September 1933 wurde er deswegen steckbrieflich gesucht.
Im März 1933 wurde mit der Reichstagsbrandverordnung die kommunistische Betätigung in Deutschland verboten und somit sämtliche Aktivitäten der Partei illegal. Bis 1935 wurden sämtliche öffentliche Parteistrukturen zerschlagen und allein in Berlin über tausend Funktionäre verhaftet.
Nach der Verhaftung Thälmanns und vieler anderer kam es in der KPD-Führung zu Richtungskämpfen, die auch nach massivem sowjetischen Einfluss nicht nachließen. Als Exilführer setzten sich Walter Ulbricht und Franz Dahlem durch, die zunächst aus Prag die illegale Parteiarbeit organisierten. Beide hatten jedoch keinen Zugriff auf den Apparat, der über eigene Kommunikationswege direkt dem Politbüro der KPdSU unterstellt war. Er hatte vor allem die illegal tätige Partei vor der Geheimen Staatspolizei (Gestapo) zu schützen, V-Leute zu enttarnen, Informationen aus deutschen Machtzentren sowie geheime militärische und Rüstungsinformationen für sowjetische Dienste zu beschaffen.
Wegen des ständig steigenden Fahndungsdrucks der nationalsozialistischen Behörden, denen es mehrfach gelang, den Apparat zu infiltrieren, und der Konflikte mit der Exilleitung der KPD gelang es dem Apparat nicht, einen effektiven Widerstand gegen den Nationalsozialismus in Deutschland zu realisieren. Ab 1933 wurden hunderte Mitglieder des Apparats enttarnt, verhaftet und in Konzentrationslagern interniert. Viele von ihnen wurden ermordet, anderen gelang die Flucht ins Ausland, zumeist in die Sowjetunion.

## Auflösung
Kippenberger zeigte sich in den weiter andauernden Konflikten unter den KPD-Funktionären im Exil als Gegner Ulbrichts. Dieser versuchte, Kippenberger auszuschalten und den Apparat unter seine Kontrolle zu bringen. Noch vor seiner Abreise nach Prag 1935 beantragte Ulbricht in Moskau eine Untersuchung der Arbeit des Nachrichtendienstes und des Verhaltens seines Chefs. Ulbricht meinte, Kippenberger verbreite „parteizersetzende Gerüchte“. Zugleich verwies er auf Mängel in der Arbeit des Nachrichtendienstes.
Auch andere Funktionäre wie Herbert Wehner hatten die Arbeit des Apparates bereits kritisiert. Verbindungen zu Parteibezirken würden nur noch sporadisch bestehen. Aus Verhaftungen würden nicht die richtigen Lehren gezogen. Es gäbe zu wenige V-Leute in der Gestapo, um vorbeugend eine wirkungsvolle Abwehrarbeit zu organisieren.
Im Januar 1935 begann die von Ulbricht beantragte Untersuchung. Einer dafür gebildeten Kommission gehörte der KPD-Funktionär und spätere DDR-Politiker Wilhelm Pieck an. Im Februar 1935 warf er Kippenberger „ungenügende Umstellung des Apparates auf die illegalen Bedingungen der Partei“ vor. Kippenberger wurde für den Niedergang der Partei verantwortlich gemacht.
Am 22. April 1935 fasste das Politbüro der Kommunistischen Partei der Sowjetunion (KPdSU) in Moskau einen Beschluss über die weitere Tätigkeit des Nachrichtendienstes. Darin wurde verlangt, die Abwehrarbeit zu verstärken. Der Dienst wurde verpflichtet, die Lebensweise und die politische Tätigkeit der deutschen Parteifunktionäre in Deutschland und in der Emigration wirksamer zu kontrollieren. Ferner erhielt er das Recht, Einspruch gegen den Einsatz von Funktionären in verantwortliche Stellen zu erheben.
Kippenberger wurde angewiesen, seinen Sitz nach Prag zu verlegen. Den Forderungen Ulbrichts und Dahlems, ihnen den Nachrichtendienst zu unterstellen, kam das Politbüro nicht nach. Im Juli 1935 erklärte Dahlem: „(…) mit einem Punkt sind wir nicht einverstanden. Das ist das Verhältnis des Apparates zur Leitung, zum Polbüro. Wir sind nicht einverstanden, dass darin steht, dass der Apparat seine Direktiven direkt von Moskau bekommt (…) Wir haben keine Lust, die Verantwortung in Prag zu übernehmen, wenn wir nicht die Kontrolle haben und die politischen Direktiven geben.“
Auf der Brüsseler Konferenz der KPD im Oktober 1935 in Kunzewo bei Moskau setzten sich Pieck und Ulbricht endgültig als Exilführer der KPD durch. Ihre parteiinternen Kritiker wurden aller Funktionen enthoben. Der Apparat wurde ein weiteres Mal heftig kritisiert und Kippenberger beschuldigt, sich dem Einfluss der Partei entzogen und den Nachrichtendienst zum Instrument der Fraktionskämpfe innerhalb der Partei gemacht zu haben. Zudem wurde der Apparat verdächtigt, von gegnerischen Agenten durchsetzt zu sein. Es folgte die Abwahl Kippenbergers und anderer leitender Funktionäre des Apparats, die nach Moskau bestellt wurden. Die weiteren Untersuchungen übernahm die Komintern.
Der folgende Bericht der Kaderabteilung des Exekutivkomitees der Komintern (EKKI) benennt Schwächen der Arbeit des KPD-Nachrichtendienstes und kritisiert die fehlende Anleitung und Kontrolle durch das Politbüro oder andere Stellen. Er enthält auch Beschuldigungen, wie den Vorwurf, der Apparat habe den KPD-Vorsitzenden Ernst Thälmann vor dessen Verhaftung nur ungenügend geschützt. Es findet sich auch die Beschuldigung, die Nachrichtenarbeit sei „viel zu sehr auf das Gebiet ausgesprochener Spionagetätigkeit“ übergegangen, was „nicht mehr den Interessen der Partei“ entsprechen würde. Es wird gefordert, den KPD-Apparat künftig verstärkt für die „systematische Überprüfung der Leitungen und Funktionäre“ einzusetzen. Er habe „die Einheit der Partei zu fördern und zu überwachen“.
Der Bericht wurde am 19. März 1936 im Politbüro besprochen. In dieser Beratung bekräftigte das Politbüro die Auffassung, dass der Nachrichtenapparat entscheidende Verantwortung für die komplizierte Lage der KPD trage, und löste ihn in der Folge 1937 auf. Die Mehrzahl der sich in der UdSSR befindenden Mitarbeiter des Apparats wurde durch den NKWD verhaftet. Viele von ihnen wurden zu langer Lagerhaft oder zum Tod verurteilt.
Das Militärkollegium des Obersten Gerichts der UdSSR befand Kippenberger schuldig, für feindliche Geheimdienste spioniert und einer Terrorgruppe angehört zu haben. Der ehemals enge Vertraute Ernst Thälmanns wurde am 3. Oktober 1937 in Moskau ermordet.
In den kommenden Monaten des Großen Terrors in der Sowjetunion, der auch zur Verfolgung tausender deutscher Kommunisten führte, die im sowjetischen Exil lebten, dienten früher vom Nachrichtendienst erarbeitete Materialien in vielen Fällen als Grundlage für Vorwürfe gegen Parteimitglieder.

## Nachwirkungen
Von vielen Historikern wird der Apparat der KPD als ideologischer Vorläufer des Ministeriums für Staatssicherheit (MfS) der DDR betrachtet, das große Anstrengungen unternahm, die Bevölkerung der DDR zu überwachen und in der späten DDR über 90.000 hauptamtliche und mehr als 100.000 inoffizielle Mitarbeiter beschäftigte. So beschreibt ihn Kurt Koszyk als „Vorläufer der Sicherheitsdoktrin der SED und des MfS“.
Der Historiker Ilko-Sascha Kowalczuk schreibt über das MfS: „Es war eine Geheimpolizei, deren Kennzeichen die Arbeit im Inneren des Staatsgebietes war und nicht kontrollierbar außer von ihren Auftraggebern. Arbeit und Strukturen speisten sich aus den Erfahrungen der sowjetischen Geheimpolizei sowie aus den in den 1920er Jahren im KPD-Apparat aufgebauten Geheimstrukturen.“
Das MfS selbst betrachtete den Apparat der KPD ausdrücklich als seinen Vorläufer. Anfang der 1980er Jahre initiierte der langjährige Minister für Staatssicherheit Erich Mielke einen Forschungsauftrag, der dies wissenschaftlich untermauern sollte.
Viele ehemalige Aktive des Apparats wurden Mitarbeiter des MfS und der Geheimdienste der DDR.